# Lidia Navarro
Lidia Navarro (Madrid, 16 de septiembre de 1975), actriz de teatro, cine y televisión español licenciada en Filología Hispánica por la Universidad de Alcalá de Henares. 
Lidia Navarro inició su carrera como actriz de teatro, en obras como Don Juan Tenorio, El castigo sin venganza, Nada tras la puerta. Ha participado en series como El comisario, Al salir de clase, Hospital Central, Amar en tiempos revueltos, Maitena: Estados alterados, Herederos, Cuéntame como paso.
Debutó en el cine con Agujetas en el alma en 1997 dirigida por Fernando Merinero. Más tarde fue dirigida por Miguel Bardem en Noche de Reyes (2001), por Manuel Gutiérrez Aragón en El Quijote (2001) adaptación de la novela de Miguel de Cervantes o por Juanma Bajo Ulloa en Frágil (2004). 

## Filmografía
| Año  | Título                          | Director                |
| ---- | ------------------------------- | ----------------------- |
| 2013 | Me amarás sobre todas las cosas | Chema de la Peña        |
| 2007 | Salir pitando                   | Álvaro Fernández Armero |
| 2006 | Café sólo o con ellas           | Álvaro Díaz Lorenzo     |
| 2004 | El aire que respiro             | Sara Bilbatua           |
| 2004 | Frágil                          | Juanma Bajo Ulloa       |
| 2005 | Slam                            | Miguel Martí            |
| 2001 | El Quijote                      | Manuel Gutiérrez Aragón |
| 2001 | Noche de Reyes                  | Miguel Bardem           |
| 1999 | Todo menos la chica             | Chus Delgado            |
| 1997 | Agujetas en el alma             | Fernando Merinero       |

## Televisión
| Año       | Título                     | Personaje              | Papel     |
| --------- | -------------------------- | ---------------------- | --------- |
| 2012      | Cuéntame cómo pasó         | Eva                    |           |
| 2012      | La que se avecina          | Marta                  |           |
| 2009      | Acusados                   | Diana                  |           |
| 2009      | Maitena: Estados alterados | Sara                   |           |
| 2007      | Herederos                  | Verónica García Orozco | Episódico |
| 2006      | Amar en tiempos revueltos  | Charito                | Episódico |
| 2006      | Brigada policial           |                        |           |
| 2005      | Hospital Central           | Patricia               | Episódico |
| 2001      | Al salir de clase          | Ana                    | Episódico |
| 2001      | Paraíso                    | Loli                   |           |
| 1999      | La llamada                 |                        |           |
| 1999/2000 | El comisario               | Irene Arranz           | Episódico |
| 1998      | Hermanas                   |                        |           |
| 1998      | Puerta con puerta          |                        |           |
| 1997      | La sonrisa del pelícano    |                        |           |
| 1997      | Inquilinos                 |                        |           |
| 1995      | Farmacia de guardia        |                        |           |

## Teatro
| Año  | Título                                         | Director                        |
| ---- | ---------------------------------------------- | ------------------------------- |
| 2014 | Ejecución hipotecaria                          | Adolfo Fernández                |
| 2014 | Nada tras la puerta                            | Mikel Gómez de Segura.          |
| 2013 | Las fábulas del señor Samaniego                | Ainhoa Amestoy                  |
| 2013 | Alicia en el país de las maravillas            | Ainhoa Amestoy                  |
| 2012 | Verano                                         | Tamzin Townsed                  |
| 2011 | Maria Sarmiento                                | Fernando Romo                   |
| 2010 | Tartufo                                        | Fernando Romo                   |
| 2009 | En la cama                                     | Tamzin Townsed                  |
| 2008 | Don Juan.                                      | Tamzin Townsed                  |
| 2008 | Segunda vida                                   | Aitana Galán                    |
| 2007 | Closer                                         | Mariano Barroso                 |
| 2006 | Las mujeres sabias                             | Fernando Romo.                  |
| 2005 | Casa de fieras                                 | Aitana Galán                    |
| 2004 | Atravesando pausas                             | Luis Dorrego                    |
| 2004 | Castelvines y Monteses                         | Aitana Galán                    |
| 2004 | San Juan poeta                                 | César Maroto                    |
| 2004 | El castigo sin venganza                        | Adrián Daumas                   |
| 2003 | La conjura de los necios                       | Fernando Romo                   |
| 2002 | Don Juan Tenorio                               | Luis Dorrego                    |
| 2002 | El avaro                                       | Fernando Romo                   |
| 2001 | Zeta                                           | Andrés Beladíez. Vértigo Teatro |
| 2001 | Hasta el domingo                               | Aitana Galán )                  |
| 2000 | Náufragos                                      | Andrés Beladíez                 |
| 1999 | La mano en el frasco, en la caja, en el tren   | Andrés Beladíez                 |
| 1998 | Amor de don Perlimplín con Belisa en su jardín | J. L. Matienzo                  |
| 1997 | ¿Será carnaval                                 | Luis Dorrego-Manuel Álvarez     |
| 1996 | Apertura Orangután                             | Luis Dorrego                    |
| 1995 | La rosa de papel y ligazón                     | Miguel Cubero                   |
| 1995 | El pez que fuma                                | Federico Castillo               |

## Premios
Certamen Nacional Arcipreste de Hita
| Categoría               | Obra           |
| Mejor Actriz Secundaria | La entretenida |

7èmes Rencontres Theatrales de Lyon
| Categoría             | Obra                       |
| Premio Interpretación | La Rosa de Papel y Ligazón |